# Baraba (volk)
De Baraba of Baraba-Tataren ( Siberisch Tataars : параба, бараба, барама, бараба татарлар, Russisch: Барабинцы, Bара́бинские татары) zijn een subgroep van de Siberische Tataren, en de inheemse bevolking van het Ob-Irtysj interfluviaal. Ze leven van oudsher op de Barabasteppe.
Na een krachtig verzet tegen de Russische verovering en veel lijden in latere tijden door Kirgizische en Kalmukse invallen, leven ze nu van de landbouw: hetzij in afzonderlijke dorpen, hetzij samen met Russen. Sommigen van hen spreken nog steeds het Baraba-dialect van het Siberisch Tataars.

## Bevolking
De Baraba werden voor het eerst genoemd als een aparte etnische groep in de volkstelling van het Russische rijk in 1897 en de eerste volkstelling van de Sovjet-Unie in 1926. Volgens de volkstelling van 1897 bedroeg hun bevolking 4.433; in 1926 waren er 7.528 Baraba.
Etnografen schatten dat hun bevolking in 1971 8.380 bereikte.
Volgens de gegevens van het Instituut voor Filologie van de Siberische tak van de Russische Academie van Wetenschappen waren er in 2012 8.000 Baraba in de oblast Novosibirsk.

## Geschiedenis
De Baraba stammen af van Kiptsjaakse stammen die in de 12e en 13e eeuw in het gebied woonden.
De regio werd in de 13e eeuw veroverd door de Mongolen en ingelijfd bij de Witte Horde. De Baraba woonden in het oostelijke deel van het kanaat Sibir toen dit in de 15e eeuw werd gesticht.
De Russen onderwierpen de Baraba in de 18e eeuw.
Het kanaat van de Dzjoengaren hefde jasak (tribuut) op hun Baraba moslim-ondergeschikten. Zich bekeren tot het orthodoxe christendom en Russische onderdanen te worden was voor de Baraba een manier om geen jasak aan de Dzjoengaren te hoeven betalen. Aangezien de islamitische Siberische Boecharen wettelijke voordelen en privileges hadden onder Rusland, deden sommige Barabas alsof zij daartoe behoorden.
Tijdens de 19e eeuw erodeerde de autonomie van de Baraba als gevolg van de toestroom van Russische kolonisten naar de regio en de hoge belastingen die de Russische staat hun oplegde.

## Cultuur
De Baraba zijn soennitische moslims. Ze adopteerden de islam rond de tweede helft van de 18e eeuw. Het is echter mogelijk dat de Baraba al aan het einde van de 16e eeuw in aanraking kwamen met de islam en dat sommigen tegen het begin van de 17e eeuw moslim waren.
De Baraba houden zich van oudsher bezig met jacht, visvangst, landbouw en het fokken van wat rundvee en paarden.
Abazijnen ·
Abchaziërs ·
Achvachen ·
Adygeeërs ·
Aino ·
Aleoeten ·
Aljoetoren ·
Altaj (Oirot) ·
Andi ·
Armeniërs ·
Avaren ·
Azerbeidzjanen·
Balkaren ·
Baraba ·
Basjkieren ·
Bergjoden ·
Boerjaten ·
Chakassen ·
Chanten ·
Chinezen ·
Dargienen ·
Dolganen ·
Enetsen ·
Evenen ·
Evenken ·
Georgiërs ·
Grieken ·
Ingoesjen ·
Ingriërs ·
Itelmenen ·
Jakoeten ·
Joden ·
Joekagieren ·
Joepiken ·
Kabardijnen ·
Kalmukken ·
Kamtsjadalen ·
Karatsjajers ·
Kareliërs ·
Kazachen ·
Kereken ·
Ketten ·
Komi ·
Koreanen ·
Korjaken ·
Korjo-saram ·
Krim-Tataren ·
Lezgiërs ·
Mansen ·
Mari (Tsjeremissen) ·
Meschetische Turken ·
Mordwienen ·
Nanai ·
Negidalen ·
Nenetsen (Joeraken) ·
Nganasanen ·
Nivchen (Giljaken) ·
Nogai ·
Oedegen ·
Oedmoerten ·
Oekraïners ·
Oeltsjen ·
Oezbeken ·
Oroken ·
Orotsjen ·
Osseten ·
Polen ·
Pomoren ·
Rusland-Duitsers (inclusief Wolga-Duitsers) ·
Russen ·
Samen (Lappen) ·
Selkoepen ·
Sjoren ·
Sojoten ·
Tabassaranen ·
Perzen (Tadzjieken) ·
Taten ·
Teleoeten ·
Tofalaren ·
Tsachoeriërs (Caxur) ·
Tsjerkessen ·
Tsjetsjenen (Noxchi) ·
Tsjoektsjen ·
Tsjoelymen ·
Tsjoevanen ·
Tsjoevasjen ·
Turkmenen ·
Toevanen ·
Wepsen ·
Belarussen (Wit-Russen) ·
Wolga-Tataren ·
Woten